# The Fearless Vampire Killers
The Fearless Vampire Killers is een Brits-Amerikaanse komische griezelfilm uit 1967 onder regie van Roman Polański.

## Verhaal
Professor Abronsius reist met zijn knecht Alfred naar een dorp in Transsylvanië. Ze maken er jacht op vampiers. Dat loopt echter helemaal niet op rolletjes.

## Rolverdeling
| Acteur              | Personage                     |
| ------------------- | ----------------------------- |
| Jack MacGowran      | Professor Abronsius           |
| Roman Polański      | Alfred                        |
| Alfie Bass          | Shagal                        |
| Sharon Tate         | Sarah Shagal                  |
| Jessie Robins       | Rebecca Shagal                |
| Ferdy Mayne         | Graaf von Krolock / Verteller |
| Iain Quarrier       | Herbert von Krolock           |
| Terry Downes        | Koukol                        |
| Fiona Lewis         | Magda                         |
| Ronald Lacey        | Dorpsgek                      |
| Sydney Bromley      | Sledevaarder                  |
| Andreas Malandrinos | Houthakker                    |
| Otto Diamant        | Houthakker                    |
| Matthew Walters     | Houthakker                    |
| Vladek Sheybal      | Herbert von Krolock (stem)    |